# Chiesa di San Luigi Gonzaga (Roma)
La chiesa di San Luigi Gonzaga è una chiesa di Roma, nel quartiere Parioli, in via di Villa Emiliani.

## Storia

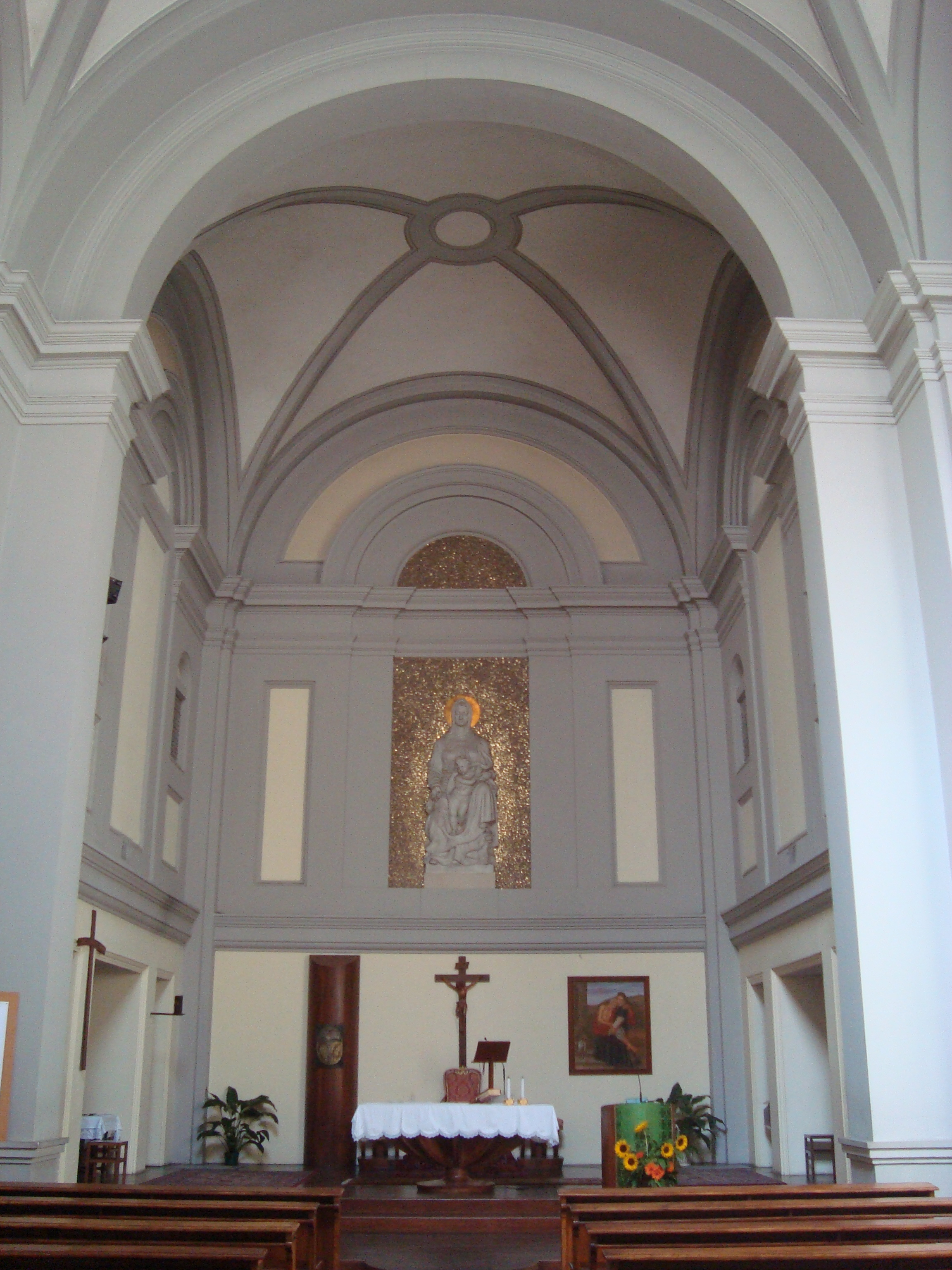
Interno della chiesa

La posa della prima pietra avvenne giovedì 18 luglio 1929. La cerimonia fu presieduta dal cardinale Basilio Pompilj, vicario generale di Pio XI. L'edificio venne realizzato ad opera dell'architetto Enrico Castelli nel 1929, come chiesa dell'annesso convento delle suore del Carmelo. L'intero complesso fu venduto ai Comboniani nel 1958; nel 1963 essa è diventata parrocchia ed affidata al clero diocesano; in questa occasione è stata restaurata internamente.
La chiesa è sede parrocchiale, istituita il 7 gennaio 1963 con il decreto del cardinale vicario Clemente Micara Percrescente incolarum numero. L'istituzione della nuova parrocchia avvenne desumendo il territorio parrocchiale da quello delle parrocchie San Roberto Bellarmino e del Sacro Cuore Immacolato di Maria. Il 6 novembre 1988 la parrocchia ha ricevuto la visita di Giovanni Paolo II. Il 13 marzo 2012 è avvenuta la solenne intronizzazione di una reliquia del cuore di San Luigi Gonzaga, tuttora conservata nella chiesa.
Nella cappella laterale si trova un affresco di Kiko Argüello raffigurante San Tommaso, realizzato nel 1993.